# Fahrradmanufaktur
Unter einer Fahrradmanufaktur versteht man einen Betrieb, in dem Fahrräder oder einige Komponenten wie die Rahmen, Naben, Sättel und Sattelgestelle oder Laufräder in Einzel- oder Kleinserienfertigung gebaut werden. Manufaktur bedeutet, dass die Fahrräder zu einem großen Teil von Hand montiert werden, vorwiegend in Insel- oder Werkstattfertigung. Die Einzelkomponenten werden meist zugekauft, können aber auch teilweise oder ganz selbst gefertigt werden.
Im Gegensatz zu den industriell gefertigten Massenprodukten ermöglichen Fahrräder, die zumindest in wesentlichen Baugruppen von Hand montiert wurden, eine exakte Abstimmung auf den Einsatzzweck, auf die individuellen Bedürfnisse und Körpermaße des Fahrers und die Verwendung spezieller, für eine industrielle Fertigung weniger geeigneter Materialien (z. B. Gold) oder Produktionsverfahren. Der daraus resultierende höhere Preis wird durch die Besonderheiten und die Qualität des Fahrrades gerechtfertigt.
Von Hand montierte Fahrräder gibt es in allen Einsatzbereichen. Klassische Radmodelle für den Rennsport werden vor allem in Hinblick auf möglichst geringes Gewicht von Hand gefertigt, andere Modelle wie Liegeräder oder Tandem  auf Grund der geringen Stückzahl.
Bekannte und erfolgreiche Fahrradmanufakturen sind in Deutschland Rickert (Dortmund), in Italien De Rosa oder in der Schweiz Hublot (Nyon).